# Pseudofungi
Pseudofungi (также известны как Heterokontimycotina) — группа страменопил (разножгутиковых), включающая кладу оомицетов и порядок гифохитриевых. Несмотря на многочисленные биохимические, микроструктурные и генетические признаки, явно указывающие на то, что группа относится к разножгутиковым, их форма роста (с гифами) и способ питания (осмотрофия) напоминают грибы, которые не являются их близкими родственниками.

## Классификация
Таксон Pseudofungi был описан Томасом Кавалье-Смитом в работе 1986 года в качестве подотдела в составе отдела (типа) Heterokonta. Согласно классификации, предложенной Кавалье-Смитом в 2018 году, Pseudofungi являются подотделом в составе отдела Gyrista надотдела Heterokonta. В рамках макросистемы живущих организмов, разработанной в 2015 году Майклом Руджеро и соавторами, Pseudofungi представляют собой самостоятельный отдел в надотделе (надтипе) Heterokonta.

## Происхождение
Считается, что псевдогрибы произошли от одноклеточных водорослей из группы гетероконтных, которые утратили свои пластиды. Хотя доказательств существования этих пластид найдено не было, были найдены свидетельства присутствия эндосимбиотических красных водорослей. Таким образом, одноклеточные гетеротрофы Pseudofungi (вероятно, паразиты) получили «грибную» часть генома посредством горизонтального переноса генов, что привело к развитию конвергентных грибам аспектов жизнедеятельности и строения. Взаимосвязи внутри группы следующие:
| (одноклеточные)  | Developayella                                                     |
|                  | Developayella                                                     |
| (многоклеточные) | \| \| Oomycetes \| \| \| \| \| \| Hyphochytriomycetes \| \| \| \| |
|                  | \| \| Oomycetes \| \| \| \| \| \| Hyphochytriomycetes \| \| \| \| |
|                  | Oomycetes                                                         |
|                  |                                                                   |
|                  | Hyphochytriomycetes                                               |
|                  |                                                                   |

|  | Oomycetes           |
|  |                     |
|  | Hyphochytriomycetes |
|  |                     |